# پاوکا
پاوکا (به اسپانیایی: Pawka) یک کوه در پرو است که در Peru, Cusco Region واقع شده‌است. پاوکا ۵٬۱۲۹ متر بالاتر از سطح دریا واقع شده‌است.